# Österreichischer Filmpreis

Logo des Österreichischen Filmpreises

Der Österreichische Filmpreis wird seit 2011 von der Akademie des Österreichischen Films vergeben. Die Preistrophäe ist seit 2012 in Form einer Wendeltreppe gehalten, die von der Künstlerin Valie Export gestaltet wurde.

## Intention

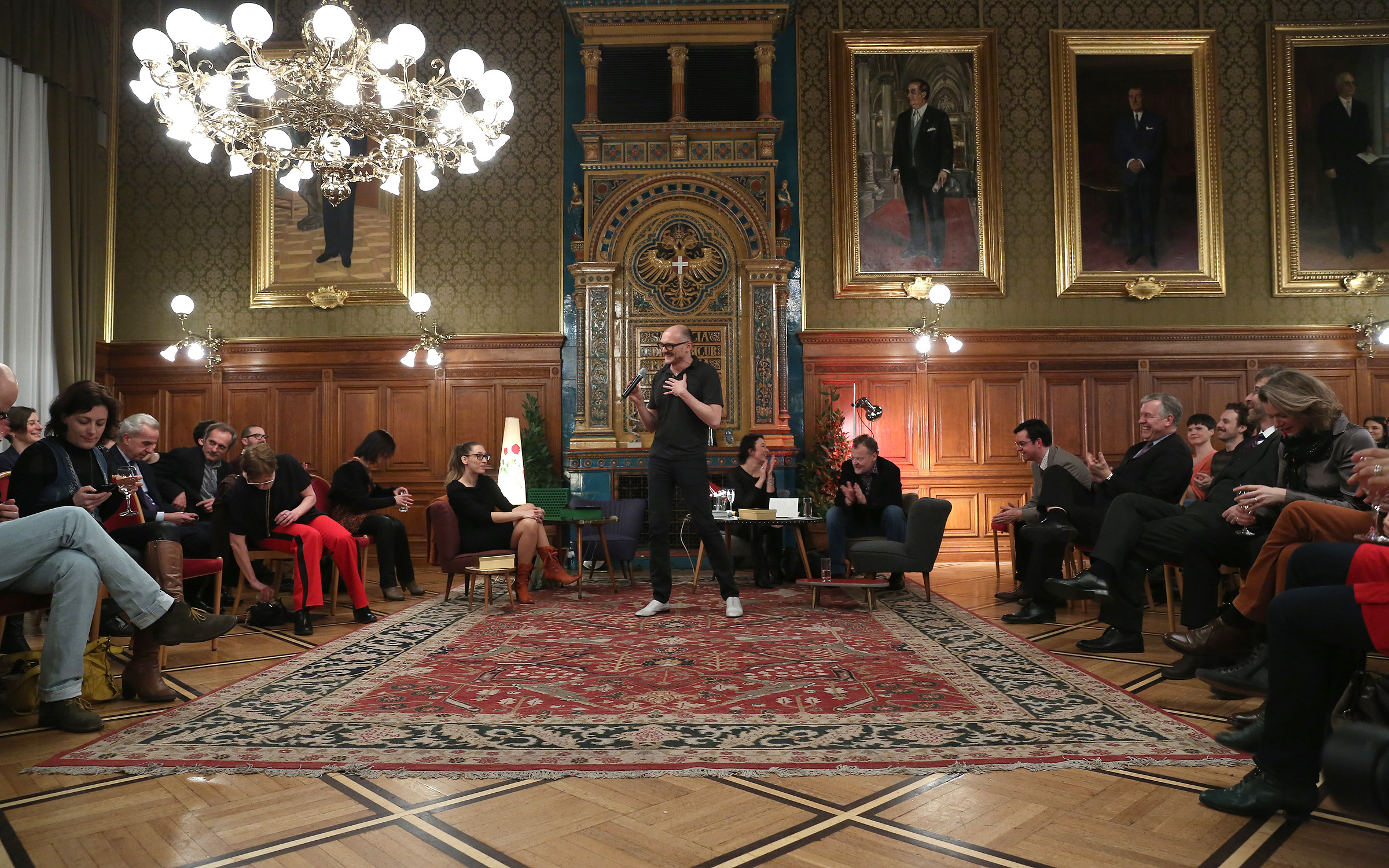
Markus Schleinzer präsentiert den „Abend der Nominierten“ 2014

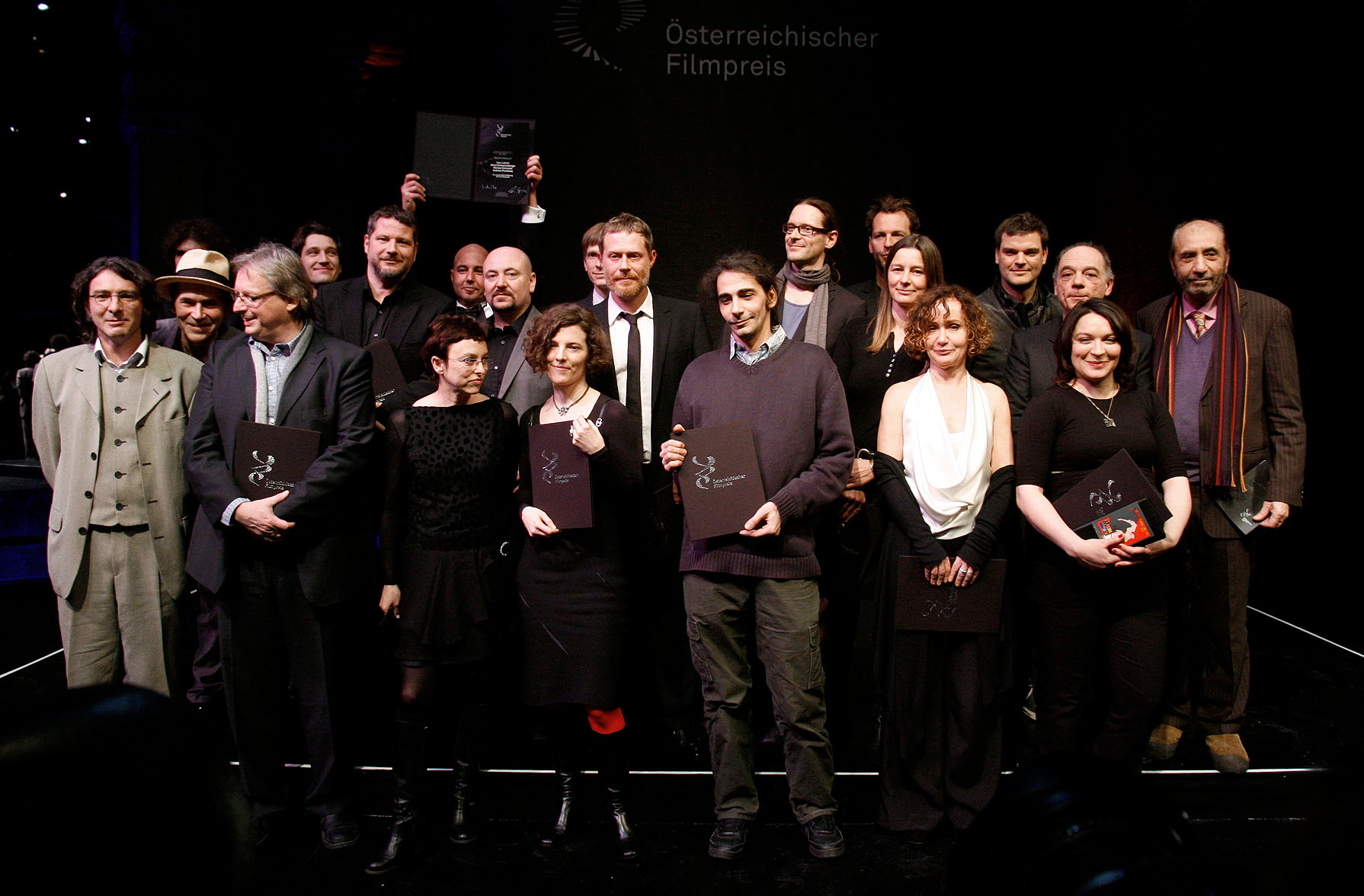
Die Preisträger der ersten Vergabe 2011

Der Filmpreis ist nicht mit einem Geldgewinn dotiert, sondern soll das Bewusstsein für den österreichischen Film in der Öffentlichkeit und den Zusammenhalt innerhalb der Filmbranche stärken. Sein Zweck ist es, Filmschaffende zu fördern, dabei aber nicht bloß ein „Branchenfest“ zu sein, sondern Werbung für Filme aus Österreich zu machen und dem Publikum einen Überblick zu präsentieren.
Bis 2007 war der „Österreichische Filmpreis“ ein vom Fachverband der Film- und Musikindustrie automatisch an die Verleiher der bestbesuchten Filme eines Jahres vergebener Branchenpreis, der 2008 zu Golden und Austrian Ticket umbenannt wurde.

## Auswahlkriterien
Zur Einreichung zugelassen sind Filme, die aus österreichischer Produktion stammen, also mit österreichischen Geldern finanziert wurden bzw. bei internationalen Koproduktionen ein österreichisches Ursprungszeugnis haben. Eine Fernsehausstrahlung darf nicht vor der Preisvergabe erfolgt sein. Zudem sollen die Filme eine klare österreichische kulturelle Prägung aufweisen, wozu sie zumindest zwei von drei Kriterien erfüllen müssen:
- die Originalfassung des Films ist deutschsprachig
- der Regisseur kommt aus Österreich oder wohnt in Österreich
- der Produzent ist Österreicher oder wohnt in Österreich

## Preiskategorien
In 17 Kategorien werden mit dem Filmpreis herausragende Leistungen des vorangegangenen österreichischen Filmjahres ausgezeichnet, wobei die Preisträger in einem zweistufigen Auswahlverfahren durch die Akademie-Mitglieder ermittelt werden.
- Bester Spielfilm
- Bester Dokumentarfilm
- Bester Kurzfilm (seit 2013)
- Beste Regie
- Beste weibliche Hauptrolle
- Beste männliche Hauptrolle
- Beste weibliche Nebenrolle (seit 2016)
- Beste männliche Nebenrolle (seit 2016)
- Bestes Drehbuch
- Beste Kamera
- Bestes Kostümbild
- Beste Maske
- Beste Musik
- Bester Schnitt
- Bestes Szenenbild
- Beste Tongestaltung
- Bestes Casting (seit 2024)[3]

## Verleihungen
| Nr. | Datum           | Ort                           | Moderation | Künstlerische Leitung                                  |
| --- | --------------- | ----------------------------- | --- | ------------------------------------------------------ |
| 1   | 29. Jänner 2011 | Odeon (Wien)                  | Rupert Henning | Rupert Henning                                         |
| 2   | 27. Jänner 2012 | Rosenhügel-Filmstudios (Wien) | Rupert Henning | Rupert Henning, Martin Gschlacht, Katharina Wöppermann |
| 3   | 23. Jänner 2013 | Wiener Rathaus (Wien)         | Rupert Henning | Rupert Henning                                         |
| 4   | 22. Jänner 2014 | Schloss Grafenegg (Grafenegg) | Karl Markovics | Markus Schleinzer                                      |
| 5   | 28. Jänner 2015 | Wiener Rathaus (Wien)         | Karl Markovics | Markus Schleinzer                                      |
| 6   | 20. Jänner 2016 | Schloss Grafenegg (Grafenegg) | Jessica Hausner, Philipp Hochmair, Christiane Hörbiger, Gabriele Kranzelbinder, Catalina Molina, David Schalko, Eva Spreitzhofer und Mirjam Unger | Markus Schleinzer                                      |
| 7   | 1. Februar 2017 | Wiener Rathaus (Wien)         | Pia Hierzegger | Peter Payer                                            |
| 8   | 31. Jänner 2018 | Schloss Grafenegg (Grafenegg) | Hilde Dalik und Christoph Grissemann | Mirjam Unger                                           |
| 9   | 30. Jänner 2019 | Wiener Rathaus (Wien)         | Caroline Peters und Nicholas Ofczarek | Michael Sturminger                                     |
| 10  | 30. Jänner 2020 | Schloss Grafenegg (Grafenegg) | Salka Weber und Markus Schleinzer | Mirjam Unger                                           |
| 11  | 8. Juli 2021    | Globe Wien (Wien)             | Michaela Schausberger, Arman T. Riahi und Arash T. Riahi                                                                                          | Arash T. Riahi & Arman T. Riahi                        |
| 12  | 30. Juni 2022   | Schloss Grafenegg (Grafenegg) | Julia Edtmeier und Michael Ostrowski | Clara Stern                                            |
| 13  | 15. Juni 2023   | Globe Wien (Wien)             | Julia Jelinek und Thomas Mraz | Catalina Molina                                        |
| 14  | 5. Juni 2024    | Wiener Rathaus (Wien)         | Emily Cox und Dirk Stermann | Thomas W. Kiennast und Das R&                          |
| 15  | 12. Juni 2025   | HQ7 Studios                   | Stefanie Reinsperger und Philipp Hansa | Thomas W. Kiennast                                     |